# Ториџ
Ториџ (енгл. River Torridge) је река у Уједињеном Краљевству, у Енглеској. Улива се у Бристолски залив. 